# Los Twist
Los Twist fue una banda argentina de rock, una de las más icónicas de la música divertida, movimiento del rock argentino de inicios de los años '80 que revitalizó la escena nacional. Los Twist fueron uno de los mejores ejemplos del movimiento, con letras humorístico-irónicas, melodías bailables y espíritu revivalista de las décadas del 50 y 60, rescatando estilos como el primitivo rock and roll, el rockabilly, el twist y el ska.
La banda fue creada por Pipo Cipolatti y Daniel Melingo en 1982. De ella también formaron parte nombres como Fabiana Cantilo, Hilda Lizarazu o Polo Corbella.
Su álbum La dicha en movimiento fue elegido en 2007 por la revista Rolling Stone de Argentina en el puesto 15º de su lista de los 100 mejores álbumes del rock argentino.
La canción «Pensé que se trataba de cieguitos», incluida en dicho álbum, se convirtió en una de las canciones más emblemáticas del rock en español: puesto 56° en el ranking de los 100 mejores temas del rock argentino por Rolling Stone Argentina y MTV en 2002, puesto 44° en un ranking similar por Rock.com.ar en 2007, y puesto 140° en el ranking de las 500 mejores canciones iberoamericanas de rock por la revista estadounidense Al Borde en 2006.

## Historia

### Inicios

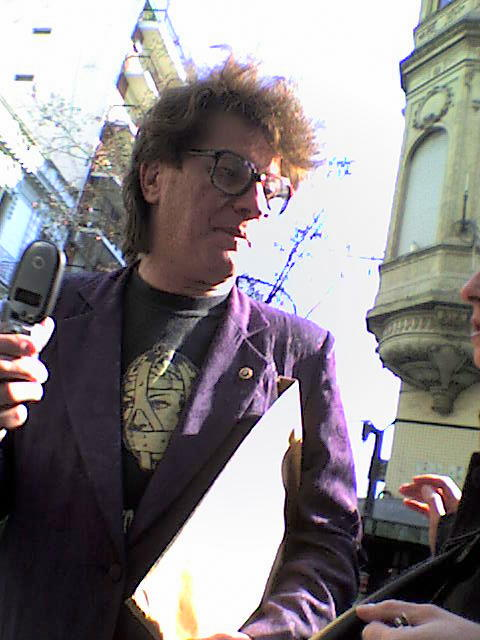
Pipo Cipolatti en 2007, cantante, guitarrista y líder histórico de la banda.

Los Twist se formaron el 30 de marzo de 1982 a raíz de una propuesta de Daniel Melingo, saxofonista de Los Abuelos de la Nada, quien se unió al cantante y guitarrista Pipo Cipolatti.
Al poco tiempo Melingo se contactó con Fabiana Cantilo, quien fue convocada para ser la voz femenina del grupo. Durante ese año se presentan en distintos lugares de la Ciudad de Buenos Aires, junto a otros exponentes del nuevo rock local como Sumo, Virus o Soda Stereo.
En 1983 Charly García los convocó para producirles su primer álbum, llamado La Dicha en Movimiento, que contenía temas como Cleopatra, la Reina del Twist, Ritmo colocado, S. O. S. sos una rica banana y Pensé que se trataba de cieguitos entre otros. El álbum se convirtió a los pocos meses en un gran éxito, llegando a vender más de 120.000 copias.

En tres días hicimos todo. Les pedí que tocaran todo el repertorio de corrido, un tema atrás del otro. Una vez que terminaron, les dije "váyanse". Ahí lo mezclé, llamé a los que hacían falta. Yo puse un tecladito, alguna viola. Fabi cantó divina. Les censuré un par de cosas: en el último tema metían algo de chilenos, judíos. Eran medio heavies, por eso lo saqué.
Charly García.

Después de una gira por todo el país presentando su primer álbum, viajaron a España con el objeto de grabar un álbum nuevo. Era el mejor momento de la banda cuando la vocalista Fabiana Cantilo les anunció la decisión de abandonarlos, el golpe fue duro de superar y hasta puso en jaque la continuidad del grupo.Con esta formación, el grupo grabó en 1984, en los estudios Mediterráneo de Ibiza su nuevo disco, que llevó el nombre de Cachetazo al vicio.

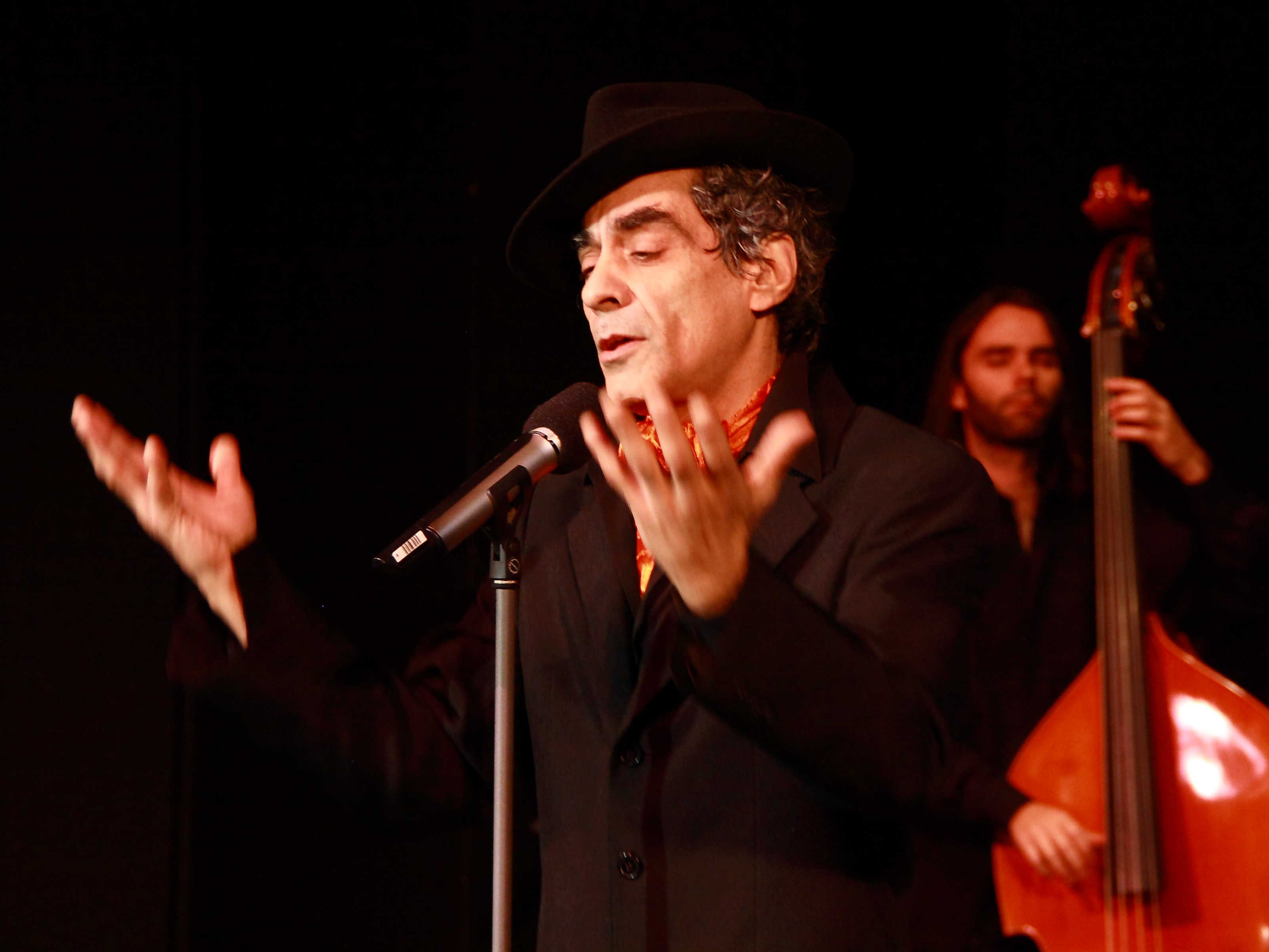
Daniel Melingo, guitarrista y saxofonista de la banda.

Al tiempo produjeron un cortometraje de estilo policial negro con humor titulado Operación Norte; el cual luego de una calurosa crítica fue automáticamente prohibido y destruido a excepción de unas pocas copias.

### La Máquina del Tiempo

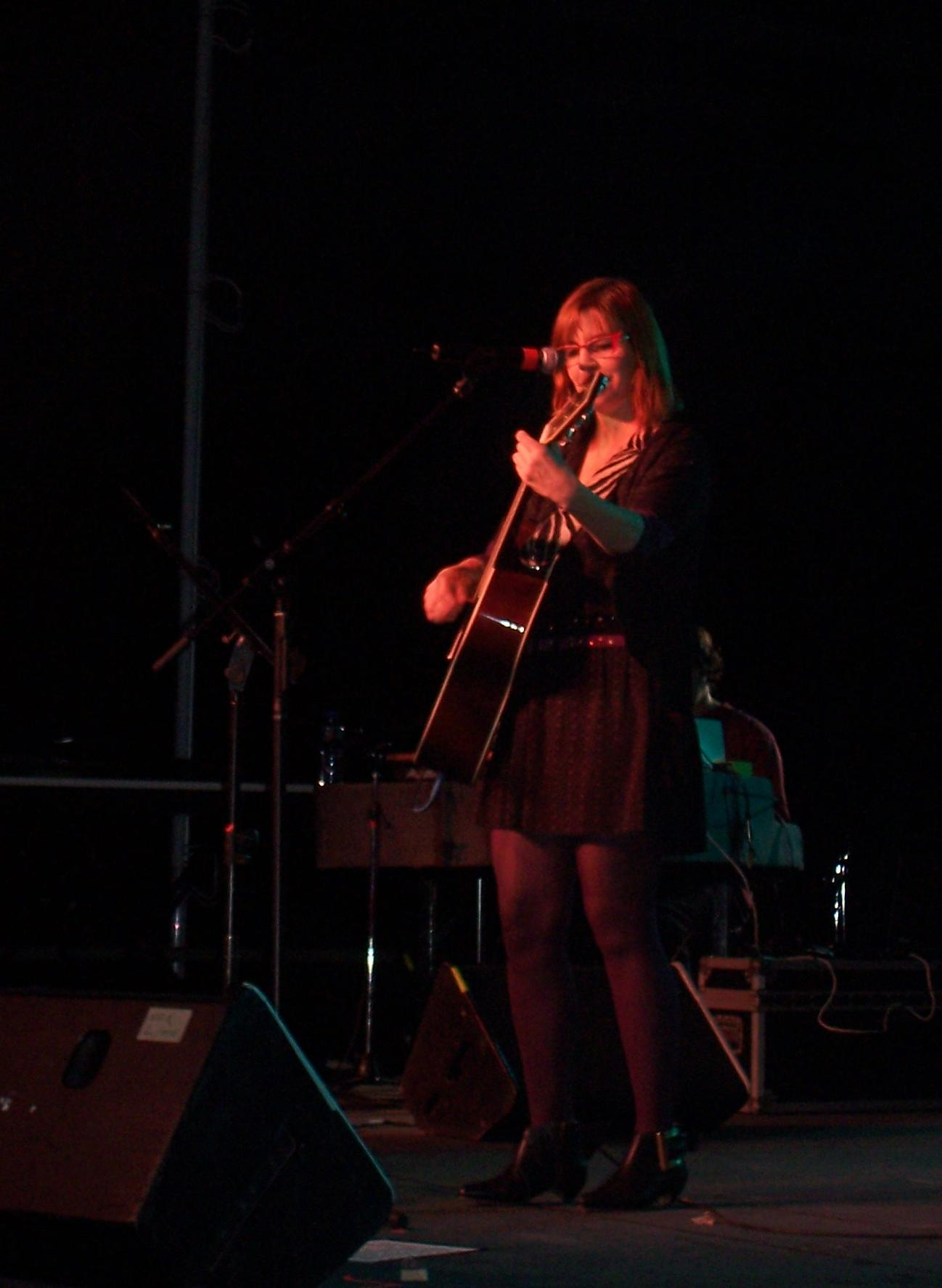
Fabiana Cantilo, primer vocalista femenina de Los Twist.

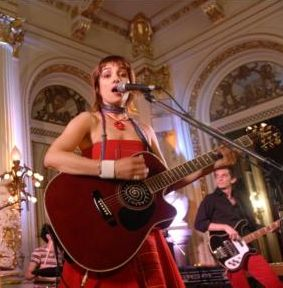
Hilda Lizarazu, otra voz femenina que pasó por la banda.

Durante 1985 se produjo una nueva serie de cambios en el grupo, debido a que se retiraron dos de sus integrantes: El Gonzo Palacios, y Cano quedando el bajo a cargo de Camilo Iezzi e incorporándose en batería Pablo Guadalupe. Además se unió a la banda la cantante y fotógrafa Hilda Lizarazu, en reemplazo de Fabiana Cantilo, quien había abandonado el grupo tras el primer álbum, para comenzar su carrera solista. 
Poco después se incorporó el teclista Alfie Martins. Con esta formación grabaron a fin de año La Máquina del Tiempo, en los estudios Moebio, en Buenos Aires. Utilizaron por primera vez máquinas de ritmo y secuenciadores, además de una orquesta de cámara y una gama de efectos de audio, logrando un trabajo original.
Por varias razones, La Máquina del Tiempo marcó un punto de inflexión en la trayectoria de Los Twist. El álbum contenía un tango titulado Esta es mi presentación. Por primera vez un grupo de rock argentino incluía una composición de este género. La letra era de Orlando Silva y fue escrita en la década de 1950, cuando Bill Haley visitó la Argentina. Ésta es mi presentación contó con la participación de prestigiosos instrumentistas como Fernando Suárez Paz en violín, Néstor Marconi en bandoneón, Carlos Villavicencio en tambor y guitarra (además de haber hecho los arreglos del tema), más el dúo Melingo-Cipolatti.
El disco salió al mercado en 1985, y la canción El Twist de Luis se ubicó en los primeros puestos del ranking a las pocas semanas, con otros temas obteniendo buena difusión radial, como La Cueva de Alí o La Balada de Tony & Douglas, canción que hace referencia a la serie de los años 60 El Túnel del Tiempo. 
El último tema del álbum, Himno óptico, aparece interpretado por la ficticia "Ray Milland Band", especie de homenaje sarcástico a dicho actor galés.
Este álbum contó además con la colaboración de figuras como Andrés Calamaro, Gustavo Santaolalla, Miguel Zavaleta o -una vez más- Charly García, amigo y asiduo colaborador del grupo.
Pipo Cipolatti contó que le enviaron el disco a Frank Zappa para que lo escuche.
La banda realizó presentaciones a lo largo de ese año, pero el mal momento económico que atravesaba el país por aquel entonces derivó en la quiebra de la compañía discográfica. Ante la incertidumbre, Daniel Melingo decidió viajar a España para incorporarse al grupo Los Toreros Muertos y Los Twist se disolvieron por primera vez.
Tras un período de inactividad, el regreso se produce en 1988, con Cipolatti, Fabiana Cantilo, Daniel Melingo,Tito Losavio y Camilo Iezzi. El hecho se concreta el 24 de diciembre, con un concierto en un teatro de la Ciudad de Buenos Aires. Los recitales se suceden de manera estrepitosa y Los Twist realizan infinidad de presentaciones en diversas discotecas de todo el país, contando con la participación de la cantante Mavi Díaz (Viuda e Hijas de Roque Enroll).

### Década de los noventa
A fines de 1991 Los Twist reaparecen con el disco Cataratas musicales.
El arte gráfico interno de este CD, en homenaje a Titanes en el Ring, mostraba a Martín Karadagian con los miembros del grupo sobre un ring de lucha libre.
En pocos días trepan a los primeros puestos con su tema El estudiante y otros éxitos como Ricardo Ruben y Sábado y vidurria. 
Este disco se convierte al poco tiempo en uno de los CD más solicitados por el público y la canción El Estudiante -para la cual se realiza un videoclip- llega a ser considerada como el nuevo himno del alumnado argentino, siendo frecuentemente cantada el 21 de septiembre, Día del Estudiante, y en los actos de fin de curso. 
También fue adaptado por la empresa Terra Networks para un spot publicitario.
Para ese entonces Cipolatti comienza a incursionar en la televisión. 
Tuvo participación en los programas De Cuarta, Videoscopio y Sin Red, pero fue su participación junto a Mario Pergolini en La TV Ataca lo que lo terminó de convertir en un personaje conocido para el público en general, más allá del rock. 
En este programa Cipolatti realizaba la parodia de un corresponsal de un noticiero sensacionalista, con entrevistas a personajes ficticios y bizarros, a través de situaciones delirantes. 
En este programa tuvieron destacable participación todos los integrantes de Los Twist, desempeñando roles actorales nunca antes llevados a cabo por músicos de rock. Esto acrecentó el interés del público, y llevó al grupo a los primeros puestos de los rankings nuevamente. 
A raíz de este suceso Telefé le ofreció a Cipolatti realizar su propio programa (Boro Boro), aunque éste terminó en fracaso.
A lo largo de 1992 y 1993 Los Twist realizaron alrededor de 2000 presentaciones en diferentes escenarios de Argentina y países limítrofes.
En 1994 el grupo entra a estudios para grabar su nuevo álbum. En esta grabación se incorporan a la banda las dos voces femeninas que venían acompañando a Los Twist desde 1991: las hermanas Thelma y Beba Vidal, desempeñando la función de coros y voces solistas en algunos temas. 
En homenaje a Antonio Rattín, icónico volante central del Boca Juniors y la selección argentina de fútbol de los años 60, bautizaron su siguiente álbum como El cinco en la espalda, un disco en el que se abordaron un sinfín de estilos musicales como el tango ("Cigarrillo", donde participó el Sr. Néstor Fabián), el country, el rock and roll, la música beat, etc. 
En esta oportunidad, Los Twist contaron una vez más con la colaboración de Andrés Calamaro. 
En este álbum se destacó principalmente el tema Invasión, una divertida historia de ciencia ficción que fue apoyada por un difundido videoclip dirigido por Mariano Mucci, no obstante en 1995 abandona la banda Losavio.
1995 es un año de transición. Con la incorporación de Jorge Paloma Minissale (exguitarrista de Suéter) y Álvarez El Demonio Español, a cargo de la guitarra y batería respectivamente, la banda suspende sus actuaciones durante varios meses. 
Sin embargo, Pipo Cipolatti vuelve a reunirse con Daniel Melingo (socio fundador del grupo) y juntos elaboran y producen un CD muy especial, el cual es editado por PolyGram en 1995: Explosivo 96.
El álbum incluye remixes de La Dicha en Movimiento, donde las pistas originales fueron remezcladas por diferentes disc jockey argentinos, además de varias canciones nuevas, rarezas en vivo y versiones karaoke. 
El álbum, que no tuvo difusión alguna, se convirtió inmediatamente en un disco "de culto" para los seguidores del grupo, siendo el último trabajo en estudio de la banda a la fecha.

### Década del 2000
En el año 2000 Pipo Cipolatti inició su carrera semi-solista presentando su espectáculo musical 2 x 15 y la producción de su obra conceptual Cerebrus junto a Charly García.[cita requerida]
En 2001 se reincorporó El Gonzo Palacios, y se realizaron presentaciones en eventos privados en Argentina.[cita requerida] Daniel Melingo, por su parte, editó un álbum de tangos, con letras inéditas cedidas por Enrique Cadícamo antes de su fallecimiento. 
En 2002 la profunda crisis de diciembre de 2001 en Argentina hizo que la banda suspendiera una gira programada para el verano.[cita requerida] El 30 de abril se cumplieron veinte años de la fundación del grupo y de la mano de Marcelo DellaValle (exmánager de Charly García y en ese momento de Los Twist, de Pipo Cipolatti y de Fabiana Cantilo) la banda planea llevar a cabo un festejo: La banda realizó una serie de conciertos en el interior de Argentina y en la ciudad de Buenos Aires con la formación original del conjunto (Fabiana Cantilo, Pipo Cipolatti, Daniel Melingo, El Gonzo Palacios y Cano).

### Separación definitiva
El 30 de abril de 2012 es la fecha que por decisión de su fundador, Pipo Cipolatti, la banda se disolvió definitivamente. Sin embargo, anunció que continuarán tocando con la misma formación, pero con otro nombre.

### Reuniones posteriores
En diciembre de 2016, el nombre del grupo fue anunciado en la grilla del festival Cosquín Rock 2017, cerrando la noche en el escenario temático "Rock Argentino 50 años".

## Integrantes
- Pipo Cipolatti - Guitarra y voz (1982-1988) (1991-1994) (1996-2012)
- Daniel Melingo - Guitarra,  y voz (1982-1988)  (1996-2012)
- Fabiana Cantilo - Voz (1982-1983) (1988) (1991-1994) (1996-2012)
- Gonzalo Palacios: Saxo (1982-1983) (2001-2012)
- Polo Corbella † - Batería (1982-1983)
- Eduardo Cano - Bajo (1982-1985) (2002-2012)
- Damián Nisenson: Saxo
- Rolo Rossini: Batería
- Pablo Guadalupe: Batería (1984-1988) (1991-1994) (1996-2012)
- Hilda Lizarazu - Voz (1984-1987)
- Camilo Iezzi: Bajo (1985-1988) (1991-1994) (1996-2002)
- Tito Losavio - Guitarra (1991-1994)
- Las Hermanas Thelma y Beba Vidal - Coros (1994)
- Jorge Minissale - Guitarra (1995-2012)
- Fabián Piacquadio -  Batería
- Fercho Diaco: Saxofón tenor

## Discografía
Álbumes
| Año  | Disco                  | Tipo              |
| ---- | ---------------------- | ----------------- |
| 1983 | La dicha en movimiento | Álbum de estudio  |
| 1984 | Cachetazo al vicio     | Álbum de estudio  |
| 1985 | La máquina del tiempo  | Álbum de estudio  |
| 1991 | Cataratas musicales    | Álbum de estudio  |
| 1994 | El cinco en la espalda | Álbum de estudio  |
| 1996 | Explosivo 96           | Remixes y rarezas |

EPs
| Año  | Disco                | Tipo          |
| ---- | -------------------- | ------------- |
| 1983 | Jugando, Hulla hulla | EP de estudio |

Compilados
| Año  | Disco                                       |
| ---- | ------------------------------------------- |
| 1986 | Lo peor de Los Twist                        |
| 1988 | El álbum                                    |
| 2003 | Serie de Oro                                |
| 2011 | La dicha en movimiento / Cachetazo al vicio |

## Filmografía
- Extrañas salvajes  (1988)